# Rantau Panjang (Babat Toman)
Rantau Panjang is een bestuurslaag in het regentschap Musi Banyuasin van de provincie Zuid-Sumatra, Indonesië. Rantau Panjang telt 2373 inwoners (volkstelling 2010).